# Indipendentismo gallese

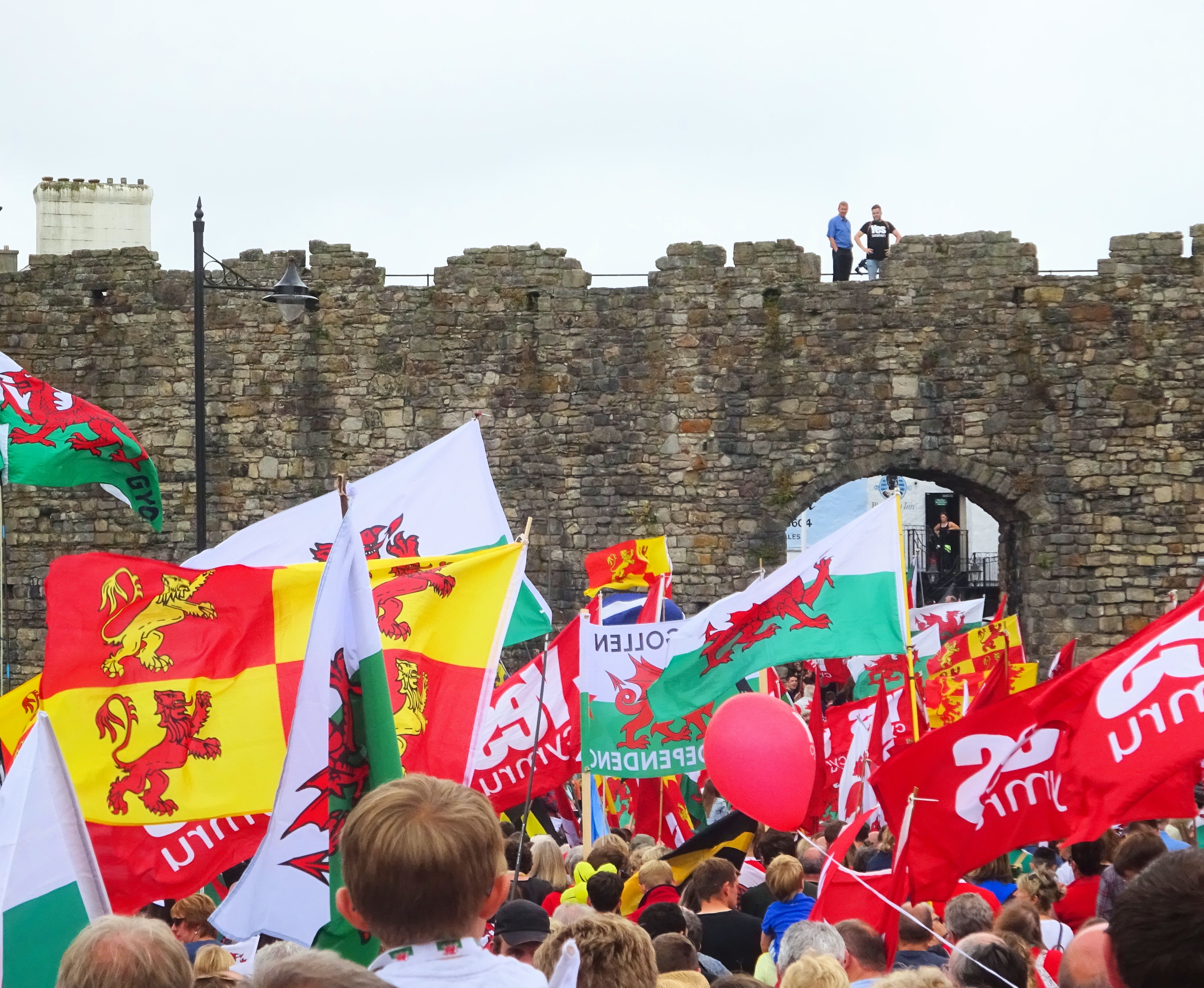
Marcia per l'indipendenza gallese nel luglio 2019

L'indipendentismo gallese è un'ideologia sostenuta da alcuni gruppi politici e culturali che vorrebbero vedere il Galles separarsi dal Regno Unito e diventare uno Stato indipendente e sovrano. Questa ideologia è promossa principalmente dal partito nazionalista gallese Plaid Cymru.

## Storia

Bandiera del Galles

Il Galles all'interno del Regno Unito

Prima e durante l'occupazione romana il Galles non costituiva una nazione con la propria identità, ma tutte le popolazioni di Gran Bretagna ed Irlanda avevano la stessa etnia e parlavano lingue celtiche. Il Galles era diviso in diverse tribù, tra cui le più forti erano quelle dei siluri nel sud-est e degli ordovici nel centro-nord. Furono le uniche ad opporsi duramente ai conquistatori.
Le legioni romane vennero ritirate dalla Britannia nel 410, anche a causa della pressione esercitata alle frontiere orientali dai barbari. Intanto, gli anglosassoni invasero la Britannia (che prende il nome di Inghilterra). Non riuscirono a conquistare il Galles, ma gradualmente presero possesso della restante Inghilterra, separando i gallesi dagli altri celti di Scozia, Cornovaglia e Cumbria. Gli invasori anglosassoni definivano "stranieri" (Welsche) i celti romanizzati che si erano rifugiati nell'odierno Galles. Da questa parola ebbero quindi origine i nomi in lingua inglese del paese e dei suoi abitanti.
Il Galles si divise ben presto in diversi regni: Gwynedd, Powys, Deheubarth, Morgannwg, Brycheiniog e Gwent. Era raro che un singolo sovrano riuscisse ad imporsi sugli altri ed a governare l'intero paese. Il primo a riuscirci fu Rhodri Mawr del Gwynedd, durante il IX secolo. Il nipote di Rhodri, Hywel Dda del Gwynedd, riuscì a porre in essere un sistema legale uniforme, ma dopo la sua morte i vari territori si divisero nuovamente.
Il Galles si distinse culturalmente e politicamente dagli altri gruppi britannici solo durante l'Alto Medioevo. In seguito alla conquista normanna dell'Inghilterra nel 1066, i Normanni penetrarono in Galles ed assunsero lentamente il controllo della regione, il quale però durò meno di trent'anni: nel 1094 infatti si ebbe una generale sollevazione contro gli invasori, che perdettero i territori a favore della ricostituzione dei precedenti regni. La morte di Llywelyn ap Gruffydd, ultimo sovrano che ambì all'unificazione dell'intero Galles, avvenuta nel 1282, portò alla conquista dell'ultimo regno gallese indipendente da parte di Edoardo I d'Inghilterra; a seguito di ciò i gallesi si ribellarono contro il dominio inglese più volte nel corso degli anni seguenti, con l'ultimo tentativo significativo nella rivolta di Glyndŵr del 1400-1415. Nel XVI secolo Enrico VIII, egli stesso di origine gallese, emanò l'Atto di Unione, che sancì de iure l'annessione del Galles all'Inghilterra, abolendo il sistema legale gallese e bandendo l'uso della lingua celtica in ogni ambito e ceto sociale.
L'amministrazione rimase nelle mani del consiglio del Galles fino alla Gloriosa Rivoluzione del 1688, anche se ciascuna contea gallese ottenne il diritto ad inviare due deputati al parlamento inglese.
L'idea che il Galles dovesse costituire una nazione indipendente nacque a metà del XIX secolo (il primo uso documentato della parola gallese per il nazionalismo (cenedlaetholdeb) è dal 1858) mentre il Sunday Closing Act del 1881 fu il primo documento a riconoscere il diverso status politico-legale del Galles dal resto dell'Inghilterra. Nel 1886 Joseph Chamberlain propose l'Home rule All Round e nello stesso anno il movimento politico Fydd Cymru (Giovane Galles) venne fondato per promuoverne e sostenerne la causa; tuttavia, l'obiettivo di questi ultimi era semplicemente una devoluzione con conseguente istituzione di un'assemblea nazionale piuttosto che uno Stato pienamente indipendente. A causa di ciò il movimento si sciolse nel 1896, tra rivalità personali e fratture tra i rappresentanti del Nord, Sud, Est e Ovest del Galles.
Dopo la prima guerra mondiale c'era poco interesse nella politica tradizionale della Home Rule. Il nazionalismo gallese avrebbe in seguito trovato il suo punto di riferimento nel partito indipendentista Plaid Cymru, fondato nel 1925, anche se bisogna attendere fino agli anni sessanta per vedere un incremento elettorale rilevante che portò all'elezione dei primi membri del partito alla Camera dei Comuni nel 1974. Nel 1955, il Galles fu "ufficialmente" separato dall'Inghilterra, in quanto nel Regno Unito il termine "Inghilterra" fu sostituito con "Inghilterra e Galles", e Cardiff fu proclamata capitale. Nel 1959 il governo laburista in carica nominò un Segretario di Stato per il Galles e nel 1965 creò il Welsh Office. L'abrogazione del Wales and Berwick Act del 1746 due anni dopo sembravamo confermare le impressioni di un crescente sentimento nazionalista, ma la pesante sconfitta nel referendum sulla devolution del 1979 per istituire un'Assemblea Nazionale gallese suggerì che, per il momento, il popolo gallese non desiderasse vedere un futuro nazionale per il proprio paese.
Negli anni ottanta le riforme tatcheriane colpirono duramente l'economia gallese ed un susseguirsi di Segretari di Stato conservatori non gallesi a partire dal 1987 venne interpretato come una politica coloniale ed indicativa di un deficit democratico. Nei primi anni '90 i laburisti istituirono la politica della devoluzione in Scozia e Galles con conseguente referendum nel 1997 nel quale prevalse una maggioranza risicata a favore della costituzione di un'Assemblea Nazionale.
Nonostante ciò, fu proprio questa vittoria così esigua unita alla scarsa affluenza che fece emergere dubbi sull'utilità del referendum stesso. Il politologo Denis Balsom fece notare come l'elezione di un governo laburista nello stesso anno del referendum abbia reso quest'ultimo teoricamente superfluo. Tuttavia, il clima politico era decisamente diverso da quello del 1979, complici una nuova generazione di parlamentari gallesi a Westminster ed un ampio consenso nazionale sul tema precedentemente divisivo della lingua. Proprio a partire dal 1997 si è registrato un notevole aumento della fiducia dei gallesi nell'Assemblea Nazionale con conseguente richiesta di un aumento di poteri e di un rafforzamento dell'autogoverno, come dimostra la vittoria del 63,49% dei "Sì" al referendum sulla devolution del 2011.

## Sondaggi
Le rilevazioni demoscopiche che ponevano come quesito un'eventuale indipendenza gallese hanno prodotto risultati abbastanza omogenei, infatti la percentuale di coloro che vorrebbero la secessione dal Regno Unito oscilla quasi sempre tra il 10 e il 15%. Un sondaggio del 2001 effettuato dall'Istituto per gli affari gallesi ha rilevato come l'11% degli intervistati fosse a favore dell'indipendenza. Nel 2007 l'Istituto di politica gallese dell'Università del Galles rilevò un 12% di persone pro indipendenza, in leggero calo rispetto al 14% del 1997. Nel sondaggio condotto dalla BBC Wales sempre nel 2007 invece, i sostenitori dell'indipendenza costituivano il 20% degli intervistati.
Un dato contrastante sarebbe il 52% a favore dell'indipendenza raccolto dal Wales on Sunday nel 2006; tuttavia, il campione intervistato riguardava solo i residenti nelle province del nord, dove tradizionalmente il nazionalismo gallese è più forte.
Un sondaggio effettuato da Yougov/ITV Wales nel febbraio 2012 ha mostrato come solo il 10% degli elettori del Galles avrebbe sostenuto l'indipendenza se anche la Scozia si fosse separata dal Regno Unito.
| Data | A favore (%) | Contro (%) | Non sa/Non risponde (%) |
| ---- | ------------ | ---------- | ----------------------- |
| 2023 | 33           | 53         | 14                      |
| 2014 | 12           | 74         | 14                      |

Ad oggi, i partiti politici Plaid Cymru, Propel, Gwlad, e i Verdi supportano l'indipendenza del Galles, come anche l'organizzazione apartita YesCymru. Secondo il sondaggio dell'aprile 2021, il sostegno per l'indipendenza è cresciuto dal 14% nel 2014 al suo punto più alto nella storia del movimento, con il 42% degli elettori gallesi che vorrebbero la totale indipendenza del Senedd da Westminster.